# Novi akordi
Novi akordi je bil slovenski časnik, ki je izhajal med letoma 1901 in 1914. Gre za zbornik vokalne in instrumentalne glasbe, ki je leta 1910 dobil še glasbeno književno prilogo. Izhajal je šestkrat na leto (na dva meseca), sedež pa je imel v Ljubljani. Izhajal je v založbi znanega Lavoslava Schwentnerja, pod uredništvom Gojmirja Kreka. Prilogo so tiskali v tiskarni Josepha Blasnika, časnik sam pa na Dunaju.
V Novih akordih so objavljali predvsem glasbena dela slovenskih skladateljev. Izšlo naj bi okoli 430 skladb, kajti objavljali so skoraj vsi takratni skladatelji iz Slovenije. Zanimiva je bila tudi literarna priloga, ki je objavljala eseje in teorije glede glasbene kulture. Tu so bile tudi kritike posameznih glasbenih del. Gojmir Krek se je trudil dvigniti kritiško pismenost slovenske kulture, prav tako tudi za strokovnost glede dojemanja glasbe.
Januarja 2006 je potekala digitalizacija Novih akordov in sedaj je vseh 75 zvezkov dostopnih na Digitalni knjižnici Slovenije
.